# وزارة التعاون الاقتصادي والتنمية
الوزارة الاتحادية للتعاون الاقتصادي والتنمية تُختصر BMZ، هي وزارة اتحادية في جمهورية ألمانيا الاتحادية يقع مقرها الرئيسي في بون ولها مقر فرعي في مدينة برلين. يرأس الوزارة منذ 8 ديسمبر 2021 سفينيا شولتسه من الحزب الديمقراطي الاجتماعي (SPD).
تأسست في عام 1961، وتعمل الوزارة على تشجيع التنمية الاقتصادية داخل ألمانيا وفي بلدان أخرى من خلال التعاون والشراكات الدولية. وتتعاون مع المنظمات الدولية المعنية بالتنمية بما في ذلك صندوق النقد الدولي والبنك الدولي والأمم المتحدة.

## تاريخ
في عام 1961 تم إنشاء الوزارة الاتحادية للتعاون الاقتصادي للقيام بالمسؤوليات في مجال التعاون الإنمائي والتي سبق أن عقدتها الوزارات المختلفة. وكانت هذه المهام مُسندة إلى الوزارة الاتحادية لشؤون خطة مارشال، التي أُنشئت مع إنشاء الحكومة الاتحادية الألمانية الحالية، حيث كانت تنظيم المسائل المتعلقة ببرنامج الإنعاش الأوروبي. منذ 23 يناير 1993 تحمل الوزارة اسمها الحالي، الوزارة الاتحادية للتعاون الاقتصادي والتنمية.

## المهام
مهمة الوزارة هي المفهوم الأساسي للتعاون التنموي لجمهورية ألمانيا الاتحادية، والتي يجب أن تأخذ بعين الاعتبار تنفيذ المبادئ الديمقراطية وحقوق الإنسان في البلدان الشريكة. على أساس هذه المبادئ، يتم الاتفاق على الأهداف والتدابير في الاتفاقيات الثنائية مع الدول الشريكة، والتي يتم رصد نتائجها من قبل الوزارة. من أجل تنفيذ هذه التدابير، يتم التشاور مع ما يسمى بالمنظمات المنفذة والمنظمات غير الحكومية ودعمها مالياً.
كما تدير الوزارة المساهمات الألمانية في منظمات التعاون الإنمائي الدولي مثل صندوق التنمية الأوروبي والبنك الدولي وبنوك التنمية الإقليمية ووكالات الأمم المتحدة. تشارك الوزارة في هيئات المنظمات لتنسيق التدابير على المستوى الدولي.
نظرًا للأهمية العالمية لسياسة التنمية والأهداف السياسية الأساسية، تم تمثيل الوزارة الاتحادية للتعاون الاقتصادي والتنمية في مجلس الأمن الاتحادي الألماني منذ عام 1998.

## الهيكل التنظيمي
- القسم 1 (16 وحدة) مسؤول عن المهام الإدارية العامة، بما في ذلك التعاون مع القوى الاجتماعية مثل المنظمات غير الحكومية والكنائس والمؤسسات السياسية والتعاون مع رجال الأعمال والمشاركة المدنية والتعليم الإنمائي. يتم تكليف إدارة القسم بمراقبة التقدم والمراجعة الخارجية.
- القسم 2 (16 وحدة) مسؤول عن التنمية الاجتماعية والحكم الرشيد وحقوق الإنسان والتعليم والصحة والسلام والأمن. أيضا بالنسبة لقضايا السياسة العامة ولتنظيم التعاون الإنمائي الثنائي - على سبيل المثال، تنسيق وتكامل جميع سياسات التنمية ومراقبة ورصد المشاريع والبرامج في كل بلد.
- القسم 3 (13 وحدة) مسؤول عن التعاون الإنمائي مع البلدان والمناطق في أفريقيا وأمريكا اللاتينية وكذلك عن المهام العالمية والقطاعية. وتشمل هذه المهام على سبيل المثال، مجالات الأهداف الإنمائية للألفية، وتغير المناخ، والمياه والتنمية الريفية، واستخدام الموارد.
- القسم 4 (13 وحدة) مسؤول عن التعاون الإنمائي مع أوروبا وآسيا، والسياسة الإنمائية الأوروبية والمتعددة الأطراف، والعولمة والتجارة.[4]

## التمثيل الخارجي
ترسل الوزارة المستشارين للتعاون الاقتصادي إلى الدول الشريكة والمنظمات الدولية لتنسيق العمل التنموي.

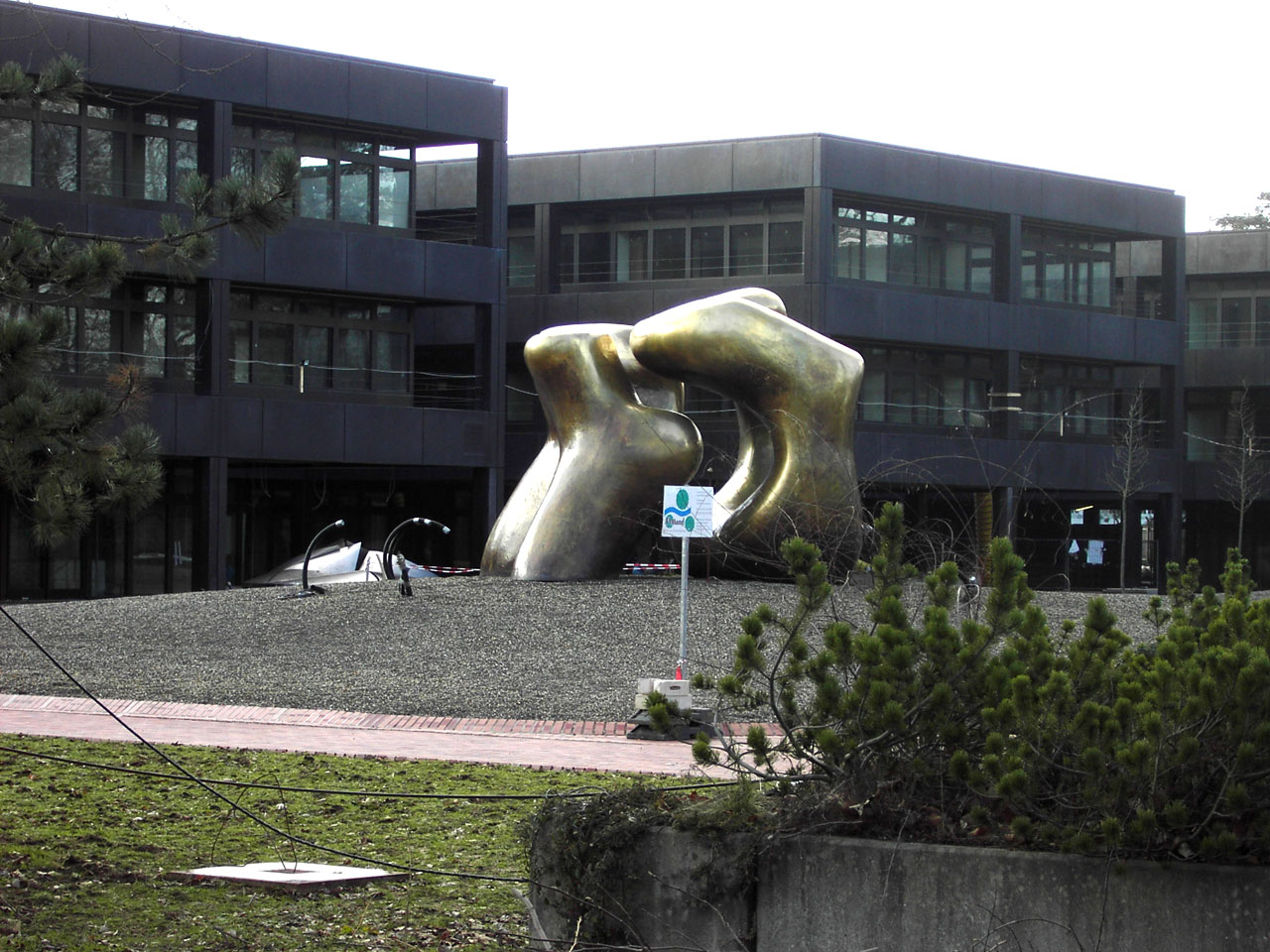
مقر الوزارة الجديد في مبنى المستشارية القديم في بون

وبالإضافة إلى ذلك، سيتم إرسال الموظفين إلى السفارات التالية: أكرا، وأديس أبابا، باماكو، وبلغراد، وبيشكك، وبرازيليا، وكولومبو، وداكار، ودار السلام، ودكا، وهانوي، وإسلام آباد، وجاكرتا، وياوندي، وكابول، والقاهرة، وكمبالا، وكاتماندو، وكيغالي، وكينشاسا، ولاباز، وليلونغوي، وليما، ولوساكا، وماناغوا، ومابوتو، ونيروبي، ونيو دلهي، وواغادوغو، وبكين، وبنوم بنه، وبريتوريا، والرباط، ورام الله، وصنعاء، وتيغوسيغالبا، وتبليسي وويندهوك.
علاوة على ذلك، يتم تمثيل الوزارة من قبل موظفين في البعثات الدائمة الألمانية للمؤسسات الدولية التالية: الأمم المتحدة (جنيف ونيويورك)، ومنظمة التعاون الاقتصادي والتنمية (باريس)، والاتحاد الأوروبي (بروكسل)، ومنظمة الأغذية والزراعة (روما) وبرنامج الغذاء العالمي (روما)، والصندوق الدولي للتنمية الزراعية (روما).
أيضاً تُمثل الوزارة بموظفين في مجالس البنك الدولي وبنك التنمية الأفريقي والآسيوي والبلدان الأمريكية ومنطقة الكاريبي.

## أهداف الوزارة
الأهداف الدولية والأهداف الإنمائية للألفية:
- خفض نسبة سكان العالم الذين يعانون من الفقر المدقع والجوع إلى النصف
- تمكين جميع الأطفال من تلقي التعليم الابتدائي
- تعزيز المساواة بين الجنسين وتعزيز حقوق المرأة
- خفض معدل وفيات الأطفال
- تحسين صحة الأم
- محاربة فيروس نقص المناعة البشرية / الإيدز والملاريا والأمراض المعدية الأخرى
- تحسين حماية البيئة
- بناء شراكة تنمية عالمية

## قائمة الوزراء
الحزب السياسي:
  الحزب الديمقراطي الحر (FDP)
  الاتحاد الاجتماعي المسيحي (CSU)
  الحزب الديمقراطي الاجتماعي (SPD)
| الاسم (ولادة–وفاة)              | الاسم (ولادة–وفاة)                 | الصورة                 | الحزب                  | فترة شغل المنصب        | فترة شغل المنصب        | المستشار (الحكومة)                                                                          |
| وزير التعاون الاقتصادي          | وزير التعاون الاقتصادي             | وزير التعاون الاقتصادي | وزير التعاون الاقتصادي | وزير التعاون الاقتصادي | وزير التعاون الاقتصادي | وزير التعاون الاقتصادي                                                                      |
| ------------------------------- | ---------------------------------- | ---------------------- | ---------------------- | ---------------------- | ---------------------- | ------------------------------------------------------------------------------------------- |
|                                 | فالتر شيل (1919–2016)              |                        | الحزب الديمقراطي الحر  | 14 نوفمبر 1961         | 28 أكتوبر 1966         | كونراد أديناور (IV • V) لودفيغ إيرهارت (I • II)                                             |
|                                 | فيرنر دولينجر ‏ (1918–2008)         |                        | CSU                    | 28 أكتوبر 1966         | 30 نوفمبر 1966         | كورت غيورغ كيزينغر (حكومة كيزينغر)                                                          |
|                                 | هانز-يورجن فيشنويسكي ‏ (1922–2005)  |                        | SPD                    | 1 ديسمبر 1966          | 2 أكتوبر 1968          | كورت غيورغ كيزينغر (حكومة كيزينغر)                                                          |
|                                 | ارهارد ابلير ‏ (1926)               |                        | SPD                    | 16 أكتوبر 1968         | 8 يوليو 1974           | كورت غيورغ كيزينغر (حكومة كيزينغر) فيلي براندت (حكومة براندت الأولى • حكومة براندت الثانية) |
|                                 | إيغون بار ‏ (1922)                  |                        | SPD                    | 8 يوليو 1974           | 14 ديسمبر 1976         | هلموت شميت (حكومة شميدت الأولى)                                                             |
|                                 | ماري شل (1919–1983)                |                        | SPD                    | 16 ديسمبر 1976         | 16 فبراير 1978         | هلموت شميت (II)                                                                             |
|                                 | راينر أوفرجيلد ‏ (1937)             |                        | SPD                    | 16 فبراير 1978         | 1 أكتوبر 1982          | هلموت شميت (II • III)                                                                       |
|                                 | Jürgen Warnke (1932–2013)          |                        | CSU                    | 4 أكتوبر 1982          | 11 مارس 1987           | هلموت كول (حكومة كول الأولى • حكومة كول الثانية)                                            |
|                                 | هانز كلاين (1931–1996)             |                        | CSU                    | 12 مارس 1987           | 21 نيسان 1989          | هلموت كول (حكومة كول الثالثة)                                                               |
|                                 | Jürgen Warnke (1932-2013)          |                        | CSU                    | 21 نيسان 1989          | 18 يناير 1991          | هلموت كول (حكومة كول الثالثة)                                                               |
|                                 | Carl-Dieter Spranger (1939)        |                        | CSU                    | 18 يناير 1991          | 22 يناير 1993          | هلموت كول (حكومة كول الرابعة)                                                               |
| وزير التعاون الاقتصادي والتنمية |                                    |                        |                        |                        |                        |                                                                                             |
|                                 | كارل ديتر شبرينغر (1939)           |                        | CSU                    | 23 يناير 1993          | 26 أكتوبر 1998         | هلموت كول (حكومة كول الرابعة • حكومة كول الخامسة)                                           |
|                                 | هايده ماري فيكتسوريك تسويل ‏ (1942) |                        | SPD                    | 27 أكتوبر 1998         | 27 أكتوبر 2009         | غيرهارد شرودر (حكومة شرودر الأولى • حكومة شرودر الثانية) أنغيلا ميركل (حكومة ميركل الأولى)  |
|                                 | ديرك نيبل ‏ (1963)                  |                        | FDP                    | 28 أكتوبر 2009         | 17 ديسمبر 2013         | أنغيلا ميركل (حكومة ميركل الثانية)                                                          |
|                                 | غيرد مولر (1955)                   |                        | CSU                    | 17 ديسمبر 2013         | 8 ديسمبر 2021          | أنغيلا ميركل (حكومة ميركل الثالثة حكومة ميركل الرابعة)                                      |
|                                 | سفينيا شولتسه (1968)               |                        | SPD                    | 8 ديسمبر 2021          | في المنصب              | أولاف شولتس (حكومة شولتس)                                                                   |

## روابط خارجية
- الموقع الرسمي للوزارة